# يو إف سي على فوكس: ويدمان ضد غاستلوم
يو إف سي على فوكس: ويدمان ضد جايستيلوم (بالإنجليزية: UFC on Fox: Weidman vs. Gastelum)‏ هو حدث لفنون القتال المختلطة نظمته يو إف سي، أُقيم في 22 يوليو 2017، على مدرج النصب التذكاري للمحاربين القدامى في ناسو في يونيوندايل، نيويورك، الولايات المتحدة.